# Zwiep

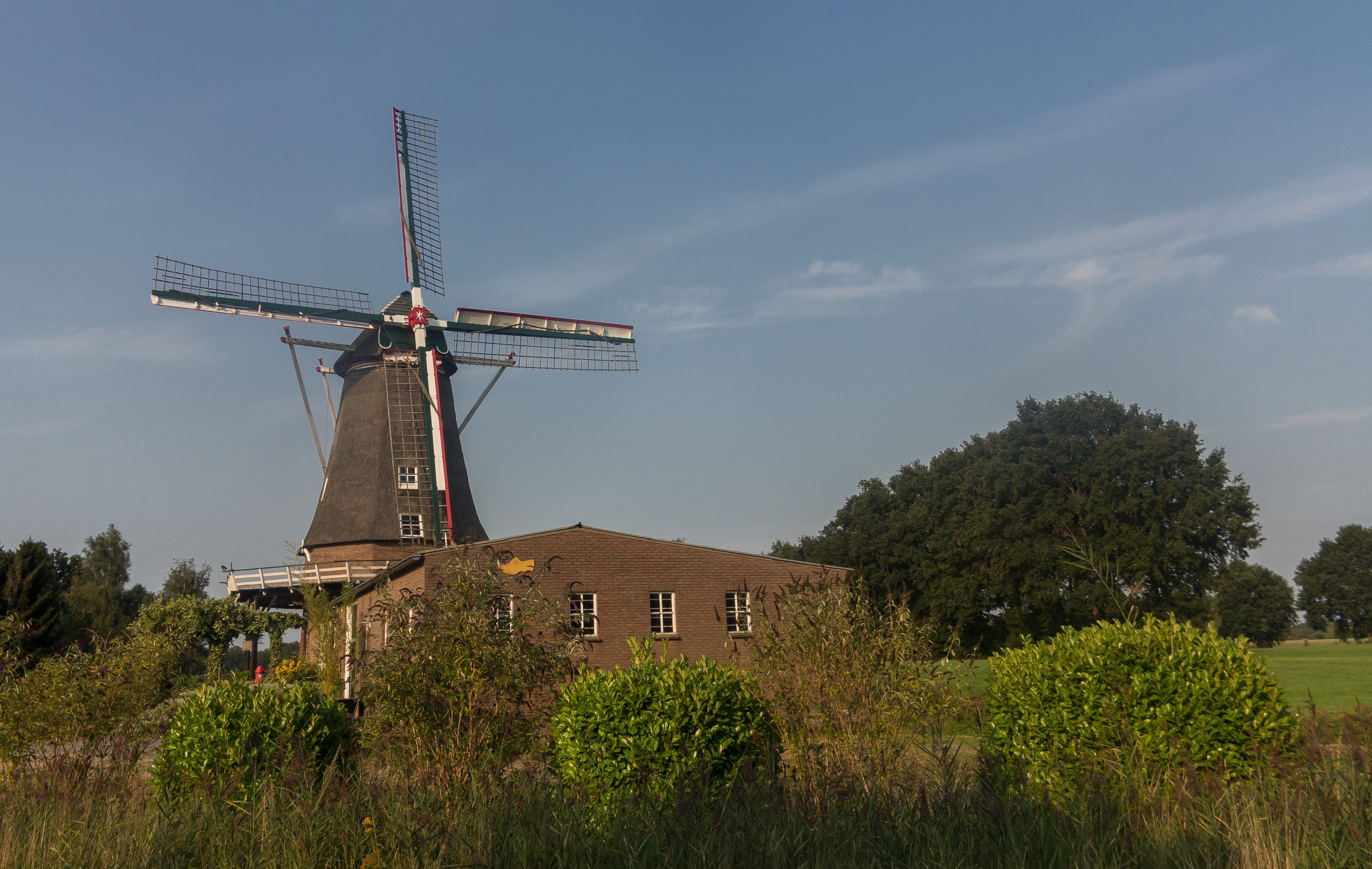
Zwiep, moulin: de Zwiepse molen

Zwiep est un village situé dans la commune néerlandaise de Lochem, dans la province de Gueldre. Le 1er janvier 2006, le village comptait 60 habitants.